# Olt (distrikt)
Olt er et distrikt i Valakiet i Rumænien med 489.274 (2002) indbyggere. Hovedstaden i distriktet er Slatina.

## Byer
- Slatina
- Caracal
- Balş
- Corabia
- Drăgăneşti-Olt
- Piatra Olt
- Potcoava
- Scorniceşti

## Kommuner
| - Băbiciu - Baldovineşti - Bălteni - Bărăşti - Bârza - Bobiceşti - Brâncoveni - Brastavăţu - Brebeni - Bucinişu - Cârlogani - Călui - Cezieni - Cilieni - Coloneşti - Corbu - Coteana - Crâmpoia - Cungrea | - Curtişoara - Dăneasa - Deveselu - Dobreţu - Dobrosloveni - Dobroteasa - Dobrun - Drăghiceni - Făgeţelu - Fălcoiu - Fărcaşele - Găneasa - Găvăneşti - Gârcov - Giuvărăşti - Ghimpeţeni - Gostavăţu - Grădinari - Grădinile | - Grojdibodu - Gura Padinii - Ianca - Iancu Jianu - Icoana - Ipoteşti - Izbiceni - Izvoarele - Leleasca - Mărunţei - Mihăeşti - Milcov - Morunglav - Movileni - Nicolae Titulescu - Obârşia - Oboga - Oporelu - Optaşi-Măgura | - Orlea - Osica de Sus - Osica de Jos - Pârşcoveni - Perieţi - Pleşoiu - Poboru - Priseaca - Radomireşti - Redea - Rotunda - Rusăneşti - Sâmbureşti - Scărişoara - Schitu - Seaca - Şerbăneşti - Slătioara - Spineni | - Sprâncenata - Ştefan cel Mare - Stoeneşti - Stoicăneşti - Strejeşti - Studina - Tătuleşti - Teslui - Tia Mare - Topana - Traian - Tufeni - Urzica - Vădastra - Vădăstriţa - Vâlcele - Valea Mare - Văleni - Verguleasa | - Vişina - Vişina Nouă - Vitomireşti - Vlădila - Voineasa - Vulpeni - Vultureşti |

44°26′00″N 24°22′00″Ø / 44.4333°N 24.3667°Ø